# Lais de Marie de France
Os Lais de Maria de França são uma série de poemas narrativos curtos escritos em Anglo-Normando, focados geralmente na glorificação dos conceitos do amor cortês pela descrição das aventuras de um determinado herói. Pouco se sabe sobre Maria de França, exceto que ela se chamava Marie, aparentemente nasceu na França, conhecia o Latim, muito provavelmente deve ter lido os clássicos da literatura greco-romana e viveu na Inglaterra, onde os Lais foram escritos entre 1160 e 1178.

## Características
Os lais de Maria de França são notáveis pela individualidade de suas personagens e pela vivacidade das descrições – ambos destaques do novo gênero de narrativa poética (também intituladas de lais) da qual ela foi a pioneira. Embora tenha utilizado como base lais anônimos que eram divulgados oralmente, Maria alçou tais criações populares a um nível literário, sem no entanto descartar a atmosfera feérica e os elementos irracionais existentes nos lais primitivos.
No entanto, fontes também literárias participaram do processo de transformação da base folclórica em literatura: é nítida a influência do Roman de Brut de Wace e de adaptações medievais de obras clássicas (os chamados "romances de antiguidade"), particularmente o Roman d'Eneas. Maria também demonstra ter lido Ovídio no original e o cita nominalmente em "Guiguemar".
Embora tenha escrito somente dois lais sobre o Rei Artur e os Cavaleiros da Távola Redonda (Lanval e Chevrefoil), ajudou a criar o ambiente do Ciclo Arturiano, no qual se destacou seu contemporâneo Chrétien de Troyes (e com o qual parece ter compartilhado algumas curiosas semelhanças narrativas).

## Os Lais
- Guigemar (Lai de Guingamor): cavaleiro vai parar no país das fadas, onde trezentos anos passam como se fossem três dias.
- Equitan
- Le Fresne (Lai de Fresno): uma dama se submete ao amor possessivo de seu senhor (base do conto Grisélidis, redescoberto por Charles Perrault no século XVII).
- Bisclavret (Lai de Bisclavaret): história em que um homem se metamorfoseia em lobo ("bisclavret" é uma palavra de origem celta que significa "lobisomem").
- Lanval (Lai de Lanval): uma fada se apaixona por um cavaleiro e o leva para seus domínios – para sempre.
- Les Deux Amanz
- Yonec (Lai d'Yonec): recriado como o conto de fadas O Pássaro Azul por Madame D'Aulnoy, no século XVII.
- Laüstic
- Milun
- Chaitivel
- Chevrefoil (Lai da Madressilva): episódio curto que compõe a lenda de Tristão e Isolda.
- Eliduc (Lai de Eliduc): um cavaleiro ama duas damas, uma das quais ressuscitada.